# Dunajsko pevsko društvo
Dunajsko pevsko društvo (izvorno v nemškem jeziku.: "Wiener Singverein") je koncertni pevski zbor, ki deluje v okviru glasbenega društva Musikverein na Dunaju (Avstrija). Zbor, ki ga tvori približno 230 članov, nastopa pretežno v zlati dvorani dunajskega Musikvereina.
Začetki zbora segajo v leto 1812, v katerem se je oblikovala iniciativa, na Dunaju organizirati obsežne zborovske uprizoritve, med drugim oratorije skladateljev kot je Georg Friedrich Händel. Med pobudniki je bil tudi Antonio Salieri. To je bil povod za ustanovitev Družbe prijateljev glasbe (Gesellschaft der Musikfreunde) na Dunaju.
Wiener Singverein, kot ga poznamo danes, so leta 1858 ustanovili Johann von Herbeck in sodobniki. Od vsega začetka sodeluje zbor pod vodstvom najpomembnejših dirigentov s številnimi svetovno znanimi orkestri – med njimi so tudi Dunajski filharmoniki (Wiener Philharmoniker) in simfoniki (Wiener Symphoniker). Do danes Dunajsko pevsko društvo izvaja prauprizoritve: včeraj so bila to dela skladateljev kot so Franz Schubert, Anton Bruckner, Johannes Brahms in Gustav Mahler, danes pa kompozicije sodobnih umetnikov, med drugimi Christian Muthspiel, Arvo Pärt, Wolfram Wagner, Herbert Willi in Gerd Kühr.
V obdobju med 1947 in 1989 je z zborom tesno sodeloval Herbert von Karajan. V sklopu tega dela so nastala gostovanja na mednarodnih glasbenih dogodkih. Tudi danes Dunajsko pevsko društvo redno gostuje v in izven Avstrije: leta 2012 je zbor med drugim nastopal v Rusiji (Moskva) in na Japonskem (Osaka). 
Eden izmed zborovodij v 19. stoletju je bil tudi Johannes Brahms. Že od leta 1991 naprej pa zbor vodi direktor zbora Johannes Prinz.
29. avgusta 2013 je pevski zbor Dunajsko pevsko društvo nastopal tudi v Sloveniji. Pod taktirko Ricarda Chaillyja je Orkester Gewandhaus (Leipzig, Nemčija) v Ljubljani (Cankarjev dom) zaigral 9. simfonijo L. v. Beethovna.

## Homepage
- Homepage Dunajsko pevsko društvo